# Hazel Sive
Hazel L. Sive est une biologiste américaine d'origine sud-africaine, professeure de biologie au MIT et spécialiste de biologie médicale. Elle a créé et coordonne le MIT-AFRICA Initiative et dirige le programme MIT pour l'Afrique du Sud.

## Biographie
Elle obtient sa licence de sciences à l'université du Witwatersrand à Johannesbourg, avec une double majeure en zoologie et chimie. Elle enseigne en Angleterre dans une école secondaire, puis prépare un doctorat à l'université Rockefeller à New York, qu'elle obtient en 1986. Elle fait ensuite une recherche posdoctorale au Fred Hutchinson Cancer Center de Seattle. 
Elle commence à enseigner au Massachusetts Institute of Technology (MIT) en 1991 et reçoit la bourse Searle en 1992, ainsi que le prix Young Investigator de la National Science Foundation  en 1992. 
En 2015, elle reçoit le MacVicar Fellow, prix qui distingue chaque année plusieurs enseignants du MIT, pour leur enseignement et leur encadrement d'étudiants de licence.
Elle est professeure de biologie au MIT, et enseigne dans l'école de sciences, où elle dirige un laboratoire de recherche en biologie du développement. Elle s'intéresse particulièrement à l'étude des troubles neuro-développementaux.  
Elle est également professeure à l'Institut Whitehead pour la recherche biomédicale et depuis 2011, est membre associée du Broad Institute, à Cambridge.
En 2011, en tant que doyen associé de l'École des Sciences du MIT, elle dirige également un comité sur la place des femmes au sein de cette institution scientifique,,. Sur les politiques visant à renforcer la présence féminine, les professeurs disent, selon ce rapport, que les étudiantes du premier cycle leur demandent comment répondre à leurs camarades de classe masculins expliquant leur entrée au M.I.T. uniquement grâce à une discrimination positive. Le rapport souligne par ailleurs que les résultats obtenus en définitive permettent de réfuter ce type d'allégations. Hazel Sive note aussi que les stéréotypes se traduisent de façon différente mais persistent : on attend des femmes qu'elles montrent plus de souplesse et moins d'agressivité que leurs collègues masculins. Et la parentalité reste une question qui semble réservée aux femmes : en effet, selon Hazel Sive, « On ne s'attend pas à ce que les hommes discutent du nombre d'heures de sommeil ou de ce qu'ils donnent à leurs enfants pour le petit-déjeuner ».

## Recherches
Elle est une embryologiste et une biologiste du développement du cerveau. Pour Mriganka Sur (en), elle est une chef de file dans le domaine de la biologie du développement du cerveau. Elle s'intéresse à l'identification de nouveaux gènes qui jouent un rôle dans le développement du cerveau. Ses principales recherches concernent l'épilepsie, l'autisme, et le syndrome de Pitt-Hopkins. Ses recherches expérimentales s'appuient sur l'étude du poisson-zèbre et de la grenouille Xenopus laevis : « Le but n'est pas d'obtenir quelque chose dans le poisson qui se produit chez les humains », explique-t-elle. « Il s'agit d'avoir une idée de la fonction des gènes que nous pouvons utiliser pour tester les [gènes candidats] humains ».

## Activités institutionnelles
Elle est directrice associée de l'école de sciences du MIT, de 2007 à 2013. Elle a créé et dirige la MIT-AFRICA Initiative.
Elle donne des cours au OpenCourseWare du MIT.

## Publications
- Early development of Xenopus laevis : a laboratory manual, avec Robert M Grainger & Richard M Harland, Cold Spring Harbor, N.Y. : Cold Spring Harbor Laboratory Press, 1998.